# Hella von Sinnen
Hella von Sinnen, geboren als Hella Kemper (Gummersbach, 2 februari 1959), is een Duitse presentatrice en comédienne.

## Jeugd en opleiding
Von Sinnen studeerde in Keulen theater- film- en tv-wetenschappen, germanistiek en pedagogie maar maakte de studie niet af. In 1979 stichtte ze met Dada Stievermann en Dirk Bach de cabaretgroep Stinkmäuse. Als haar ontdekker geldt regisseur Walter Bockmayer, in wiens Theater in der Filmdose ze lid van het ensemble was.

## Carrière
In 1988 werd ze bekend door het komedie-spelprogramma Alles nichts oder?! van RTLplus, dat ze samen met Hugo Egon Balder presenteerde. Daarbij viel ze bij iedere opname op door een nieuw en extravagant kostuum, wat haar handelsmerk werd, evenals haar uitroep Tschacka-Tschacka. De kostuums werden door Keulse kunststudenten ontworpen en gemaakt. Populair was ook haar podiumprogramma Ich bremse auch für Männer, waarmee ze twee jaar langs Duitse kleinkunstpodia toerde. In 1994 sprak ze de stem in van de hyena Shenzi in de Duitse uitvoering van de populaire animatiefilm Der König der Löwen, in het origineel ingesproken door Whoopi Goldberg. Samen met Dirk Bach, met wie ze had samengewoond in een woongemeenschap en nauw bevriend was, synchroniseerde ze enkele figuren uit Little Britain.
Ze was bovendien regelmatig te gast in Ralph Morgensterns programma Blond am Freitag (ZDF). Van 2003 tot 2010 behoorde ze, samen met Bernhard Hoëcker, tot het permanente panel van het programma Genial daneben – Die Comedy Arena (Sat.1) van en met Hugo Egon Balder. In 2005 kregen de betrokkenen voor dit programma de Gouden Romy uitgereikt voor het beste programma-idee. Van 2011 tot 2012 presenteerde ze de clipshow Klick-Stars (RTL II). Daarnaast behoorde Von Sinnen in 2012 tot het vaste panel van het RTL II-programma Stadt, Land... - Promi Spezial. In 2015 was ze stamgast bij Balders nieuwe praatprogramma Der Klügere kippt nach (Tele 5). Haar comeback bij RTL als presentatrice was in 2016 met Die Kirmeskönige, samen met Balder. Met haar eigen firma Komikzentrum ontwikkelt ze ideeën voor de televisie.
Vanaf maart 2017 behoorde Von Sinnen weer tot het panel van een nieuwe editie van Genial daneben – Die Comedy Arena (Sat.1). Vanaaf april 2017 modereerde ze op de Online-Portal tegen betaling  Massengeschmack-TV maar op Duits de Comictalk.

## Privéleven
Von Sinnen was lange tijd de levensgezellin van Cornelia Scheel, de dochter van Mildred Scheel en de adoptiedochter van de toenmalige bondspresident Walter Scheel. Beiden namen in 1992 deel aan de Aktion Standesamt van het Lesben- und Schwulenverband in Deutschland (LSVD), waarvan ze ook lid zijn. Uit deze verbintenis ontstond het samen met de Duitse band Rosenstolz geproduceerde lied Ja, ich will, aan welke video Von Sinnen en Scheel meewerkten. Von Sinnen strijdt tegen discriminatie van homo's en lesbiennes en zet zich hiervoor in bij meerdere projecten. Zij en Cornelia Scheel woonden in Keulen en maakten in november 2015 hun scheiding bekend.
In 1990 produceerde de Bundeszentrale für gesundheitliche Aufklärung een reclamespot met als thema Gib Aids keine Chance. Von Sinnen speelde hierin een caissière in de supermarkt en Ingolf Lück een schuchtere klant die probeert onopvallend condooms te kopen.

## Onderscheidingen

### Persoonlijk
- 1990: Bambi
- 2006: Deutscher Comedypreis (beste comédienne)
- 2007: Brillendraagster van het Jaar
- 2009: Rosa-Courage-Prijs
- 2009: Goldene Stadtmedaille van de stad Gummersbach
- 2009: Kölner Lesben- und Schwulentrophäe
- 2011: Deutscher Comedypreis (ereprijs)
- 2014: Bremer Comedypreis (ereprijs)

### Als ensemblelid vanGenial daneben
- 2003: Deutscher Comedypreis (beste comedy-show)
- 2004: Deutscher Fernsehpreis (beste amusementsuitzending)
- 2004: Radio Regenbogen Award (comedy)
- 2005: Romy (beste programma-idee)
- 2006: Deutscher Comedypreis (beste comedy-show)

### Nominaties
- 2016: Grimme-Preis in de categorie Amusement/Special als ensemblelid voor Der Klügere kippt nach

## Discografie
- 1999: Ja, ich will – Rosenstolz met Hella von Sinnen
- 2004: Die Warteschleife – The Beez feat. Hella von Sinnen

## Filmografie

### Als presentatrice of programmadeelneemster
- 1984: MM - Montags-Markt
- 1988–1992: Alles Nichts Oder?!
- 1991–1992: Weiber von Sinnen
- 1994: Wenn die Putzfrau 2 x klingelt
- 1997: Die dicksten Dinger
- 1999: Dritte Halbzeit
- 2000: Star Weekend
- 2001–2002: Das TV-Quartett
- 2001–2004: Die 5-Millionen-SKL-Show
- 2001–2005: Blond am Freitag
- 2002: Kinder bei Sinnen
- 2003–2010, 2017-: Genial daneben – Die Comedy Arena
- 2005–2008: Promi ärgere Dich nicht
- 2006: Die Hella von Sinnen Show
- 2011–2012: Klick-Stars
- 2012: Stadt, Land ... – Promi Spezial
- 2012: Lachgeschichten (gast)
- 2014–2015: TV total (onregelmatige vervanging voor Elton bij Blamieren oder Kassieren)
- 2015: Bauerfeind assistiert... (gast)
- 2015: Der Klügere kippt nach
- 2015: Bares für Rares (Promi-Spezial)
- 2016: Die Kirmeskönige
- 2016: Promi Shopping Queen (deelneemster)
- 2017: Paul Panzers Comedy Spieleabend (deelneemster)
- 2017-: Der Comic Talk (presentatie)

### Als actrice
- 1983: Kiez
- 1984: Ich sage immer, wenn meine Haare gemacht sind und ich ein Paar schöne Schuhe trage, bin ich vollkommen angezogen (film)
- 1986: Ein Virus kennt keine Moral
- 1996: Kondom des Grauens
- 1998: Gisbert (tv-serie, 6 afleveringen)
- 1999: Lukas (tv-serie, gastoptreden)
- 1999–2003: Ritas Welt (comedyserie, 5 afleveringen)
- 2001: Venus und Mars
- 2002: Verrückt nach Paris
- 2002: 666 – Traue keinem, mit dem du schläfst!
- 2002: Nikola (tv-serie, gastoptreden)
- 2004: Hella und Dirk (comedyserie, samen met Dirk Bach)
- 2006: Die ProSieben Märchenstunde (Frau Holle)
- 2007: Neues vom Wixxer
- 2011: SOKO Köln (tv-serie, gastoptreden)
- 2011: Löwenzahn (kinderserie, gastoptreden)
- 2012: König des Comics – Ralf König
- 2013: Ein Fall für die Anrheiner (tv-serie, gastoptreden)
- 2013: SOKO Stuttgart (tv-serie, 1 aflevering)
- 2016: Moni's Grill (tv-serie, gastoptreden)

### Als stemactrice
- 1994: Der König der Löwen ... als Shenzi
- 2004: Die Kühe sind los! ... als Maggie
- 2004: Der König der Löwen 3 – Hakuna Matata ... als Shenzi
- 2008: Sunshine Barry und die Discowürmer ... als Donna
- 2009: Cosmic Quantum Ray
- 2011: Ein Mops kommt selten allein
- 2011: Ein Mops ist kein Gugelhupf
- 2014: Die Abenteuer von Mr. Peabody & Sherman ... als Mrs. Grunion

## Werken
- 1994: Ich bin's, von Sinnen
- 1998: Jenseits der Scham. Protokolle und Kommentare (met Jürgen Domian)
- 2002: Die Darwin Awards für die skurrilsten Arten, zu Tode zu kommen (luisterboek)
- 2003: Kleiner Eisbär wohin fährst du? (luisterboek)
- 2003: Kleiner Eisbär komm bald wieder (luisterboek)
- 2003: Die Bettelprinzess (luisterboek)
- 2004: Als ich aufwachte, war ich Bundeskanzler (luisterboek)
- 2004: Die Prinzessin auf der Erbse (luisterboek)
- 2005: Die Entdeckung der Faulheit (luisterboek)
- 2006: Der kleine Eisbär rettet die Rentiere (luisterboek)
- 2007: Matilda (luisterboek)
- 2009: Liebe, Lust und Leidenschaft – Die Ducks von Sinnen
- 2010: Hummel hilf! (luisterboek)
- 2010: Nackt duschen streng verboten (luisterboek)
- 2010: Kein Alkohol für Fische unter 16 (luisterboek)
- 2011: Des Wahnsinns fette Beute: Macken und Marotten auf der Spur (met Cornelia Scheel)